# Пулиз, Юрица
Ю́рица Пу́лиз (хорв. Jurica Puljiz; 13 декабря 1979, Имотски) — хорватский футболист, защитник.

## Биография

### Клубная карьера
Начал профессиональную карьеру в клубе «Имотски» из одноимённого города. Позже играл за «Солин». В 1999 году попал в сплитский «Хайдук». Концовку сезона 2002/03 провёл в аренде в «Шибенике». Летом 2003 года перешёл в немецкий «Айнтрахт» из города Франкфурт-на-Майне. После играл за боснийский «Широки Бриег» и австрийский «Альтах». В июле 2007 года перешёл в луганскую «Зарю». В чемпионате Украины дебютировал 14 июля 2007 года в матче против полтавской «Ворсклы» (1:1). В 2008 году покинул «Зарю» и перешёл в боснийский «Зриньски». После играл за хорватский клуб «Омиш», в котором провёл 13 матчей и забил 2 гола. Летом 2009 года перешёл в «Имотски». Играл незначительное время в Албании и за казахстанский клуб «Тараз». В 2010 году оказался в «Металлурге» из Лиепаи.
С 2011 по 2013 год выступал за хорватский клуб «Ядран», где и завершил карьеру игрока.

### Карьера в сборной
Выступал за юношеские сборные Хорватии U-17 и U-19.